# Грузская (приток Кавалерки)
Гру́зская, балка Грузская — река в Ростовской области и Краснодарском крае России, правый и основной приток реки Кавалерки (бассейн Еи). Длина 33 км. На реке сооружены пруды.

## Течение
Река берёт начало на западе Доно-Егорлыкской равнины, на восточной окраине хутора Тавричанка Егорлыкского района Ростовской области. Общее направление течения с востока на запад. Верхнее течение в пределах Ростовской области, нижнее в Краснодарском крае. Впадает в реку Кавалерку с правой стороны, к западу от станицы Новопашковской Крыловского района Краснодарского края.
Протекает по территории Егорлыкского района Ростовской области и Крыловского района Краснодарского края.

## Населённые пункты
- Хутор Тавричанка
- х. Мирный
- х. Балко-Грузский
- х. Тверской
- Село Грузское
- Станица Новопашковская